# Liste der Wappen in der Provinz Verbano-Cusio-Ossola
Die Liste der Wappen in der Provinz Verbano-Cusio-Ossola beinhaltet alle in der Wikipedia gelisteten Wappen der Orte in der Provinz Verbano-Cusio-Ossola in der Region Piemont in Italien. In dieser Liste werden die Wappen mit dem Gemeindelink angezeigt. 

## Wappen der Provinz Verbano Cusio Ossola

Provinz Verbano-Cusio-Ossola
Lage in Italien

## Wappen der Gemeinden der Provinz Verbano-Cusio-Ossola

Antrona Schieranco
Anzola d’Ossola
Arizzano
Arola
Aurano
Baceno
Bannio Anzino
Baveno
Bee
Belgirate
Beura-Cardezza
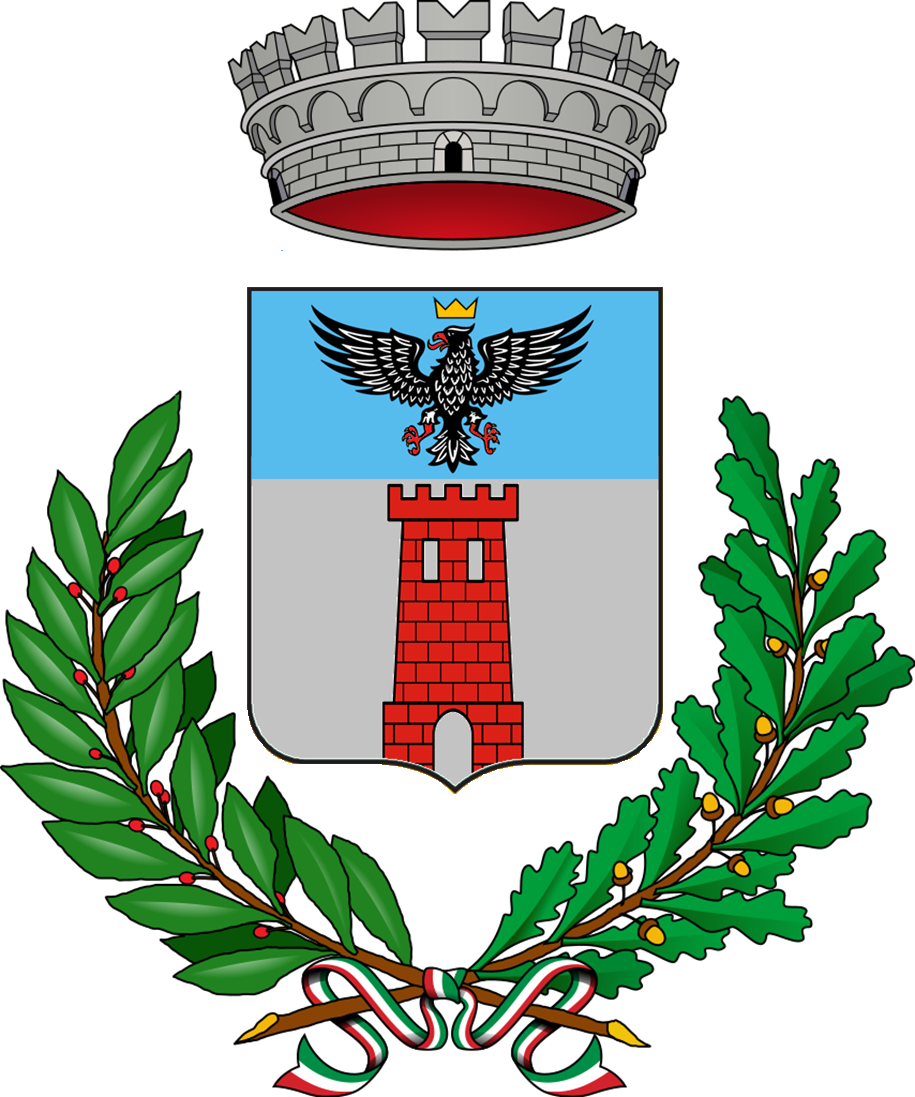
Bognanco
Borgomezzavalle
Brovello-Carpugnino
Calasca-Castiglione
Cambiasca
Cannero Riviera
Cannobio
Caprezzo
Casale Corte Cerro
Ceppo Morelli
Cesara
Cossogno
Craveggia
Crevoladossola
Crodo
Cursolo-Orasso
Domodossola
Druogno
Formazza
Germagno
Ghiffa
Gignese
Gravellona Toce
Gurro
Intragna
Loreglia
Macugnaga
Madonna del Sasso
Malesco
Masera
Massiola
Mergozzo
Miazzina
Montecrestese
Montescheno
Nonio
Oggebbio
Omegna
Ornavasso
Pallanzeno
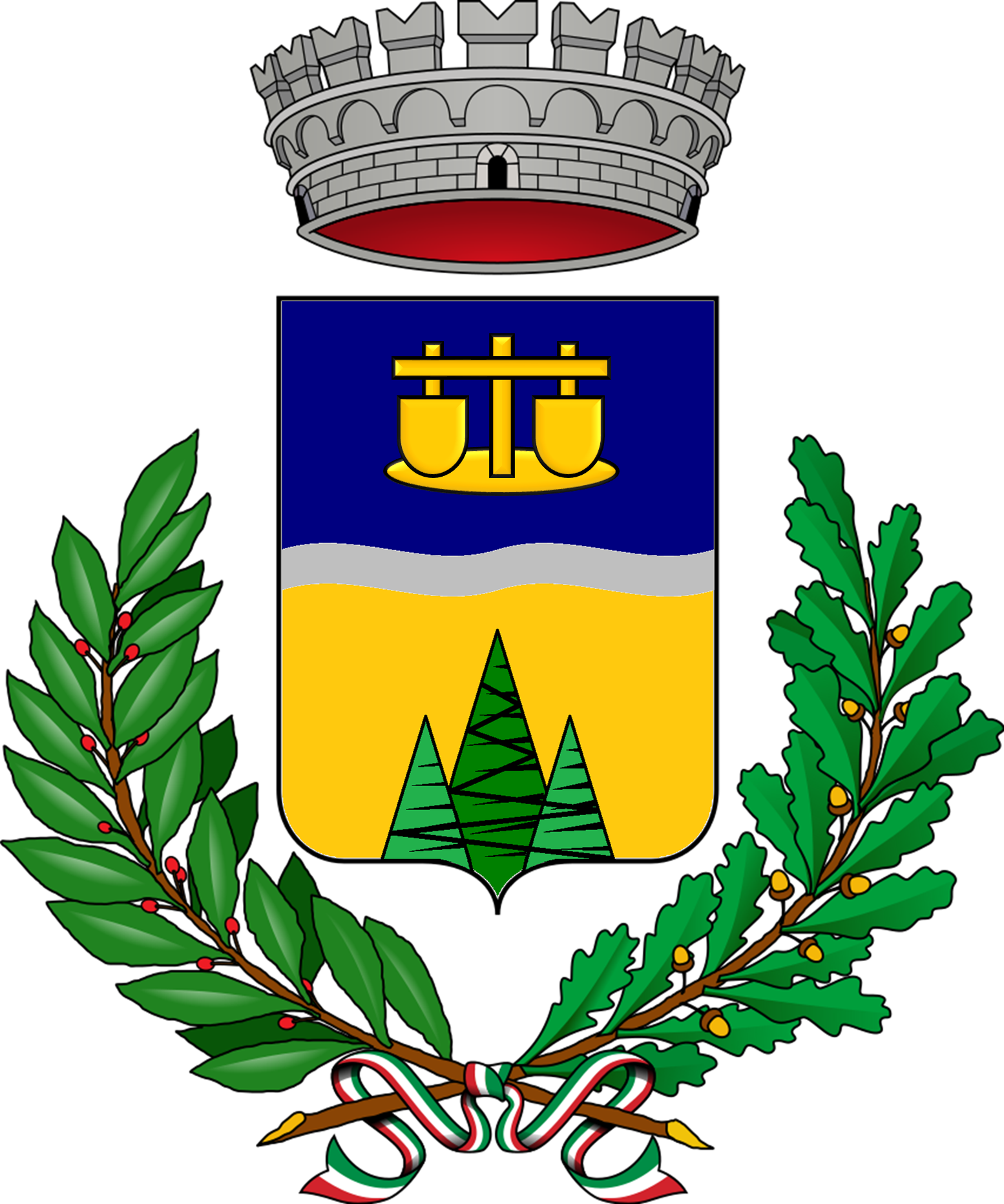
Piedimulera
Pieve Vergonte
Premeno
Premia
Premosello-Chiovenda
Quarna Sopra
Quarna Sotto
Re
San Bernardino Verbano
Santa Maria Maggiore
Stresa
Toceno
Trarego Viggiona
Trasquera
Trontano
Valle Cannobina
Valstrona
Vanzone con San Carlo
Varzo
Verbania
Vignone
Villadossola
Villette
Vogogna